# Pendra
Pendra är en ort i Indien.   Den ligger i distriktet Bilāspur och delstaten Chhattisgarh, i den centrala delen av landet, 800 km sydost om huvudstaden New Delhi. Pendra ligger 613 meter över havet och antalet invånare är 12 637.
Terrängen runt Pendra är huvudsakligen platt. Pendra ligger uppe på en höjd. Runt Pendra är det ganska tätbefolkat, med 155 invånare per kvadratkilometer. Närmaste större samhälle är Gaurela, 6,4 km väster om Pendra. Trakten runt Pendra består till största delen av jordbruksmark.